# Dia Mundial de les Malalties Minoritàries

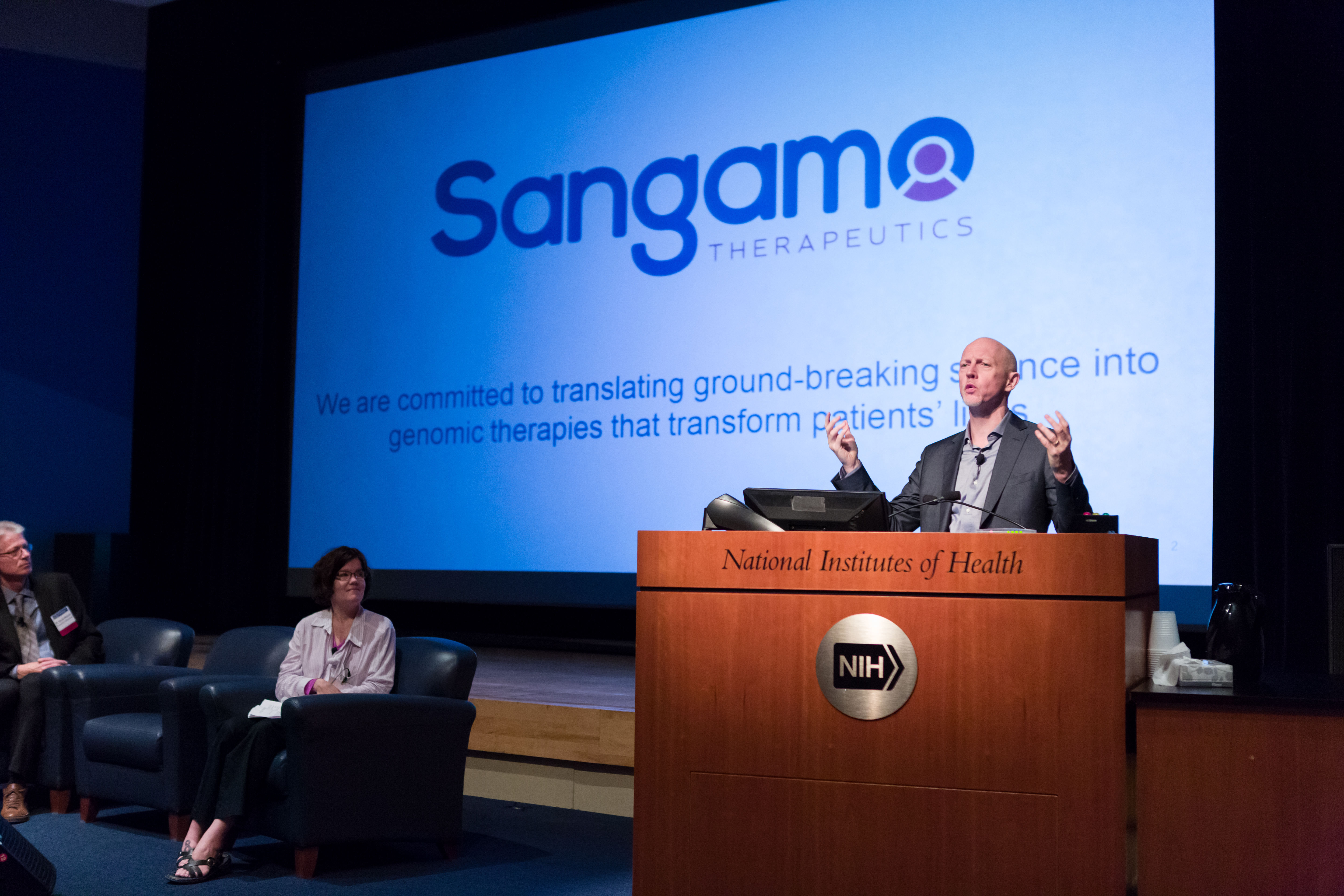
Acte durant el Dia de les malalties minoritàries del 2018

El Dia Mundial de les Malalties Minoritàries és una jornada que se celebra durant l'últim dia de febrer per donar a conèixer les malalties minoritàries (poc freqüents o rares), millorar l'accés al tractament per a les persones afectades, i posicionar aquestes malalties com a una prioritat social i sanitària.
L'Organització Europea de Malalties Minoritàries (EURORDIS) va establir, l'any 2008, que l'últim dia de febrer estaria dedicat a donar a conèixer aquestes malalties, tan desconegudes, ignorades i estigmatitzades, però que afecten a més de 300 milions de persones arreu del món. Hi ha més de 7.000 malalties minoritàries i al voltant del 80 % són d'origen genètic.
Segons aquesta organització, el tractament per moltes malalties minoritàries és encara insuficient, com també ho són les eines i les entitats que donen suport al les persones afectades i al seu entorn. A més, així com existeixen dies dedicats a malalties concretes (com la SIDA, el càncer, etc), no hi havia, fins al 2008, un dia per representar les malalties minoritàries.
El 2009, aquest dia va esdevenir global, ja que es van mobilitzar un gran nombre d'entitats de diferents països, que van organitzar moltes activitats per donar a conèixer aquestes malalties arreu del món.

## Història
El primer Dia Mundial de les Malalties Minoritàries va ser organitzat i promogut per l'Organització Europea de Malalties Minoritàries (EURORDIS) i va tenir lloc el 29 de febrer de 2008 en molts països d'Europa i a Canadà, a través de la Canadian Organization for Rare Disorders Es va triar el 29 de febrer perquè és un dia "estrany, rar", i el 2008 era el 25è aniversari de l'Orphan Drug Act als Estats Units. L'Orphan Drug Act (1983) és una llei dels Estats Units que va facilitar el desenvolupament dels anomenats fàrmacs orfes, que és com s'anomenen els medicaments per les malalties minoritàries. Si no hi ha dia 29 de febrer a l'any, se celebra el Dia Mundial de les Malalties Minoritàries l'últim dia del mes de febrer, és a dir, el 28 de febrer.
El 2009, es van unir a la commemoració d'aquest dia Panamà, Colòmbia, Argentina, Austràlia, Sèrbia, Rússia, Xina, i els Estats Units. A partir d'aleshores, cada any es van anar afegint més països, amb les corresponents entitats, a la commemoració. El 2010 i el 2011, van participar-hi 46 països. El 2014, ja van participar en aquesta jornada 84 països, organitzant més de 400 esdeveniments per tot el món. Nou nous països s'hi van afegir aquest any: Cuba, Equador, Egipte, Guinea, Jordània, Kazakhstan, Kènia, Oman, i Paraguai. El 2018 s'hi van afegir Cap Verd, Ghana, Síria, Togo, i Trinitat i Tobago.
El 2022 van participar al Dia Mundial de les Malalties Minoritàries més de 65 organitzacions de pacients, i són més de 1.400 les organitzacions i entitats de tot el món les que van participar en la iniciativa.

## A Catalunya
Catalunya es va afegir a commemorar el Dia Mundial de les Malalties Minoritàries el 2010. La Comissió Gestora del Dia Mundial de les Malalties Minoritàries a Catalunya (integrada per associacions de pacients, la Federació Catalana de Malalties Poc Freqüents,  FEDER delegació Catalunya i la Fundació Doctor Robert -  UAB) va organitzar una jornada tècnica, el 28 de febrer al matí al CCCB.
Des d'aleshores, cada any moltíssimes organitzacions, hospitals, centres de recerca, entitats i associacions participen en l'organització d'esdeveniments, jornades, seminaris i conferències per donar a conèixer aquestes malalties.
Per l'edició del 2020, la campanya europea tenia el lema "Rare is many. Rare is strong. Rare is proud", per tal de destacar la importància de la resiliència i l'esperit de comunitat davant d'aquestes malalties. A Catalunya, es va agafar el lema “Junts fem pinya”, i la jornada es va centrar en accions formatives i divulgatives per promoure una societat més inclusiva i empàtica, i de dotar d’eines les persones afectades i el seu entorn perquè puguin participar, cada vegada més, en la presa de decisions sobre ètica, recerca i accés als medicaments. El 2022 el lema era "Share your colours" i fa referència al fet que qualsevol persona pot patir-les, ja siguis home, dona, petit, gran o jove.
La Marató de TV3 del 2019 va estar dedicada a les malalties minoritàries.